# Cetonúria
La cetonúria és una condició mèdica en la qual els cossos cetònics són presents en l'orina.
Es veu en situacions en què el cos produeix un excés de cetones, essent una indicació que s'està utilitzant una font alternativa d'energia. S'observa durant la inanició o més comunament en la diabetis mellitus tipus I. La producció de cossos cetònics és una resposta normal a una escassetat de glucosa, destinada a proporcionar una font alternativa de combustible a partir d'àcids grassos.

## Causes de cetosi i cetonúria
- Alteracions metabòliques com la diabetis mellitus, la glucosúria renal, o una malaltia d'emmagatzematge de glucogen
- Condicions dietètiques, com ara la fam, el dejuni, les dietes altes en proteïnes, o baixes en carbohidrats, els vòmits prolongats, i l'anorèxia
- Condicions en què s'incrementa el metabolisme, com l'hipertiroïdisme, la febre, l'embaràs o la lactància

En persones no diabètiques, pot presentar-se la cetonúria durant la malaltia aguda o estrès sever. Aproximadament el 15% dels pacients hospitalitzats poden presentar cetonúria, encara que no tinguin diabetis. En un pacient diabètic, els cossos cetònics en l'orina indiquen que el pacient no es controla adequadament i que s'han de fer ràpidament ajustaments en la medicació, la dieta, o les dues coses. En el pacient no diabètic, la cetonúria reflecteix un metabolisme d'hidrats de carboni reduït i un augment del metabolisme dels greixos.